# Beckett (film)
Beckett is een actie-misdaadfilm uit 2021, geregisseerd door Ferdinando Cito Filomarino en geproduceerd door Luca Guadagnino.

## Verhaal
De Amerikaanse toerist Beckett en zijn vriendin April zijn op vakantie in Griekenland. Ze verlaten Athene vanwege aanstaande demonstraties in de stad tegen het bezuinigingsbeleid van de EU. In plaats daarvan rijden ze met een huurauto naar het gebied rond de stad Ioannina in de regio Epirus. Beckett valt echter in slaap tijdens een nachtelijke autorit en de auto raakt van de weg en botst tegen een huis. Maar eenmaal in de val ziet Beckett een jongen haastig het huis uit worden begeleid door een blondine. De volgende dag wordt Beckett wakker in het ziekenhuis en ontdekt dat April dood is.
Hij rouwt om haar dood en geeft zichzelf de schuld van de tragedie. Beckett gaat naar de plaats van het ongeval en probeert zichzelf van het leven te beroven door zolpidem te slikken. Voordat hij zichzelf echter pijn kan doen, schiet de blondine hem neer. Beckett komt er al snel achter dat de gewapende vrouw banden heeft met de politie, die hem om onbekende redenen wil vermoorden. Beckett is op de vlucht voor de Griekse autoriteiten om de Amerikaanse ambassade in Athene te bereiken. Terwijl hij worstelt om te overleven, onthult de reis diepere en duisterdere geheimen van de politieke spanningen in Griekenland.

## Rolverdeling
| Acteur                | Personage        |
| --------------------- | ---------------- |
| John David Washington | Beckett          |
| Boyd Holbrook         | Stephen Tynan    |
| Vicky Krieps          | Lena             |
| Alicia Vikander       | April            |
| Michael Stuhlbarg     | vader van April  |
| Maria Votti           | Eleni            |
| Panos Koronis         | Officier Xenakis |

## Productie
In april 2019 werd aangekondigd dat John David Washington, Alicia Vikander, Boyd Holbrook en Vicky Krieps waren gecast in de film, toen getiteld Born to Be Murdered, die zou worden geproduceerd door Luca Guadagnino. De opnames waren diezelfde maand in Athene begonnen.

## Release
De film ging in première op 4 augustus 2021 op het Internationaal filmfestival van Locarno en werd op 13 augustus 2021 uitgebracht door Netflix.

## Ontvangst
Op Rotten Tomatoes heeft Beckett een waarde van 47% en een gemiddelde score van 5,40/10, gebaseerd op 77 recensies. Op Metacritic heeft de film een gemiddelde score van 52/100, gebaseerd op 24 recensies.